# Solanum fulgens
Solanum fulgens är en potatisväxtart som först beskrevs av James Francis Macbride, och fick sitt nu gällande namn av K.E.Roe. Solanum fulgens ingår i släktet skattor som ingår i familjen potatisväxter. Inga underarter finns listade i Catalogue of Life.